# Affäre Conti
Affäre Conti bezeichnet die in der Deutschen Demokratischen Republik (DDR) kriminalisierte Aufteilung der Deutschen Continental-Gas-Gesellschaft AG (Contigas, auch DCGG) mit Firmensitz in Dessau in ein Ost- und ein Westunternehmen und das Verschieben von Vermögenswerten im Wert von angeblich 98 Millionen Reichsmark aus der sowjetischen Besatzungszone nach Westdeutschland seit 1945.
Die Affäre Conti mündete im Dessauer Schauprozess vom April 1950 und dem Verhängen hoher Haftstrafen für die angeklagten Manager und Politiker. Dieser Schauprozess unter dem Vorsitz von Hilde Benjamin diente neben der Ablenkung von wirtschaftspolitischen Missständen auch als ein Instrument der SED zur Disziplinierung der Blockparteien und SED-Mitgliedern mit liberaleren Ansichten.

## Vorgeschichte

### Nachkriegssituation der Deutsche Continental-Gasgesellschaft in der Sowjetischen Besatzungszone
Die Deutsche Continental-Gasgesellschaft (Contigas) mit Stammsitz in Dessau verfügte über ein weitverzweigtes Netz von Beteiligungen mit 21 Eigenbetrieben und 33 Tochtergesellschaften. Dessau lag gemäß der Vereinbarungen von Jalta in der sowjetischen Besatzungszone und wurde am 3. Juli 1945 von der Roten Armee besetzt. Durch die Aufteilung Deutschlands 1945 in vier Besatzungszonen wurde die Contigas von ihren Beteiligungen in anderen Besatzungszonen getrennt. Einige Vorstandsmitglieder, so der Vorstandsvorsitzende Eduard Schalfejew, Johannes Darge und der Prokurist Wolfgang Glatzel setzten sich nach der Übergabe der Stadt an die Rote Armee nach Westdeutschland ab und leiteten von der Frankfurter Zentrale der Tochtergesellschaft Voigt & Haeffner AG aus die westdeutschen Unternehmensteile. Andere Manager wie der kaufmännische Direktor Friedrich Methfessel, der technische Direktor Hermann Müller (beide CDU) und Firmenjustiziar Paul Heil blieben in der Konzernzentrale in Dessau und leiteten nun den Mutterkonzern treuhänderisch.
Die Politik der Sowjetischen Militäradministration in Deutschland (SMAD) bestand in der Demontage der Industriebetriebe in der sowjetischen Besatzungszone zwecks Reparationen, aber auch in dem Aufbau einer kommunistischen Gesellschaftsstruktur, für die eine basale Infrastruktur erhalten bleiben sollte. Als Energie- und Wasserversorger sah sich die Contigas keiner unmittelbaren Gefahr ausgesetzt, war aber doch bestrebt, das Firmenvermögen, das zu 75 % in der sowjetischen Besatzungszone lag, zu erhalten. Bereits am 9. Juli 1945 schrieb Methfessel diesbezüglich den abwesenden Vorstandsvorsitzenden Schalfejew an. Die Privatkopie dieses Schreibens sollte später als ein wichtiges Beweisstück im Prozess verwendet werden.
Am 30. Oktober 1945 erließ die sowjetische Militäradministration den Befehl Nr. 124, zur Enteignung („Sequestration“) von Vermögen des „Dritten Reichs“, der so genannte Sequesterbefehl. Es wurden umfangreiche Enteignungsaktionen eingeleitet, damit verbunden war die Einziehung des gesamten Firmenvermögens der betroffenen Unternehmen. Die jeweiligen Provinz- und Landesregierungen waren für die Überführung der Vermögenswerte in das „Volksvermögen“ zuständig. Bei der DCGG waren zunächst unmittelbar nur die Betriebsstätten betroffen, die als „Rüstungsbetrieb“ oder „Gemischtes Werk“ angesehen wurden.

### Auflösungs- und Enteignungsbeschluss

Der Enteignungsbeschluss vom 30. September 1946

Bescheinigung der Wirtschaftskommission der Stadt Dessau über die Freistellung von der Sequestration

Am 11. Dezember 1945 erklärte der Präsident der Provinz Sachsen (am 20. Oktober 1946 in Provinz Sachsen-Anhalt umbenannt, ab dem 10. Januar 1947 in das Land Sachsen-Anhalt) den bisherigen Vorstand der Contigas für aufgelöst und setzte am 14. Januar 1946 den Minister für Arbeit und Soziales Leo Herwegen (CDU) als neuen Aufsichtsratsvorsitzenden ein. Zu weiteren Aufsichtsräten wurden Leopold Kaatz (Präsident der Industrie- und Handelskammer und gleichzeitig Treuhänder der Dessauer Zuckerraffinerie) und Heinrich Scharf (Direktor der Landeskreditbank Sachsen-Anhalt) ernannt. Da der sachsen-anhaltische Wirtschaftsminister Willi Dieker auf die fachliche Kompetenz der bisherigen Führungskräfte nicht verzichten wollte, bestätigte die Provinzregierung Methfessel am 14. Februar 1946 als treuhänderischen Vorstandsvorsitzenden. Hermann Müller übernahm ebenfalls treuhänderisch einen Vorstandsposten. Beide Vorstände legten gegen den Auflösungsbeschluss Widerspruch ein und argumentierten, die Contigas würde nicht unter die Kategorie von Unternehmen fallen, die mit den SMAD Befehlen Nr. 124/126, 97 und 154/181 gemeint seien. Die Wirtschaftskommission der Stadt Dessau, die sich aus Vertretern der Parteien und des FDGB zusammensetzte, unterstützte diese Position. Der Leiter der Wirtschaftskommission Ernst Pauli bestätigte im Auftrag des Oberbürgermeisters, dass die Contigas nicht unter die Sequestration gestellt würde. Auch Minister Herwegen stellte ein Gutachten aus, in dem die Contigas zur Fachgesellschaft erklärt wurde, die nicht den Charakter einer Monopolgesellschaft besitze.
Am 30. September 1946 erging der Enteignungsbeschluss des Präsidenten der Provinz Sachsen, Erhard Hübener. Die offizielle Zustellung des Beschlusses oder seine Durchsetzung erfolgte aber zu diesem Zeitpunkt noch nicht. Besitzer der Contigas sollte laut Anweisung die neugegründete Energie-Verwaltungs-Gesellschaft mbH (EVG) der Provinz Sachsen-Anhalt werden, die als Dachgesellschaft für alle Versorgungsunternehmen der Provinz vorgesehen war. Es begann ein Schwebezustand, der über zwei Jahre anhalten sollte.
Im Dezember des gleichen Jahres beteiligte sich die Contigas aus taktischen Gründen an der Provinzialen Energieversorgungs-Aktiengesellschaft (PREVAG), ein von der Provinzregierung am 6. März 1946 angeordneter Zusammenschluss der maßgeblichen Energieversorgungsunternehmen in der Provinz Sachsen-Anhalt. Ziel der Contigas war, sich der Zerschlagung und der Unterstellung unter die EVG zu entziehen und vorerst als selbstständige Rechtspersönlichkeit mit quasi privatwirtschaftlicher Betriebsführung bestehen zu bleiben. Die Contigas erhöhte weiterhin die Beteiligung an der PREVAG durch Einbringung weiterer Betriebe auf 62 % und erwarb somit die Aktienmehrheit an der PREVAG. Diese auf aktienrechtlicher Basis durchgeführte Mehrheitsbeteiligung erfolgte -trotz des Enteignungsbeschlusses- mit ausdrücklicher Zustimmung des Wirtschaftsministers Willi Dieker. Aufsichtsratsvorsitzender der PREVAG wurde der stellvertretende Wirtschaftsminister Willi Brundert (SED, vormals SPD). Methfessel und Müller nahmen ebenfalls Sitze im Aufsichtsrat der PREVAG ein und begannen die Zentralisierung der provinzialen Energieversorgung. Durch dieses Manöver war die Gefahr der Unterstellung der Contigas unter die EVG gebannt, da die PREVAG nun den Zweck erfüllte, für den die EVG gegründet worden war.

### Diversifizierung der Ost- und Westbetriebe der Contigas
Am Rande der Aufsichtsratssitzung der Contigas vom 14. Februar 1946, in der auch Friedrich Methfessel als treuhänderischer Vorstandsvorsitzender berufen wurde, kam es zu einem Zusammentreffen des neuen Vorstandes mit den in den Westen übergesiedelten Alt-Vorständen Johannes Darge und Wolfgang Glatzel. Diese hatten mit Eduard Schalfejew in der Zentrale der Tochtergesellschaft Voigt & Haeffner AG in Frankfurt am Main eine westdeutsche Vertretung der Contigas aufgebaut und wollten nun das Verhältnis der westdeutschen Betriebe (unter anderem das Gaswerk in Hagen-Eckesey, das Gaswerk in Lemgo und die Beteiligung an der Voigt & Haeffner AG) zu dem Mutterkonzern und dessen durch die Situation eingeschränkte Geschäftsfähigkeit klären. Mit dem SMAD-Befehl Nr. 154 vom 21. Mai 1946 verfügte die sowjetische Militäradministration den baldigen Übergang derjenigen Betriebe in Sequestration an die Provinzialregierungen, die nicht von der Besatzungsmacht selbst beansprucht wurden. Herwegen versicherte aber, dass eine Entscheidung über die Contigas sich noch hinziehen würde. Da eine Vereinigung der Besatzungszonen in immer weitere Ferne rückte und auch das Schicksal der Contigas nach wie vor ungeklärt war, beschloss der Vorstand -mit Zustimmung der Provinzialregierung- nunmehr die Gründung einer Deutschen Continental-Gas-Gesellschaft mbH (DCGG mbH) mit Sitz in Hagen, die diese westdeutschen Betriebe unter gemeinsamen Dach zukünftig weiterführen sollte. Letztlich war das Ziel dieser westdeutschen Gründung, die Nachfolge des Contigas antreten zu können und so viele Vermögenswerte zu sichern, wie es möglich war. Die späteren Handlungen der ostdeutschen Vorstände Methfessel und Müller lassen darauf schließen, dass sie dieses Bestreben aktiv unterstützten.
Weiterhin baten Darge und Glatzel um Zahlungen in Höhe von 700.000 Reichsmark aus dem Vermögen der Muttergesellschaft zur Befriedigung von Pensionsansprüchen der in den Westen abgewanderten Mitarbeitern der Contigas, die unter anderem wegen der zerstörten Produktionsstätte der Askania Werke AG in Berlin von den Westbetrieben alleine nicht mehr aufgebracht werden konnten. Methfessel sah die Forderungen als berechtigt an und beschloss die Einrichtung eines Pensionsfonds aus dem Gesamtvermögen der Contigas.
Das Gaswerk in Lemgo gehörte der AGAG, einer Tochtergesellschaft der Contigas. Diese Firma war aber mit einem Sperrvermerk im Handelsregister belegt, da die Landesregierung Sachsen-Anhalt auf das Unternehmen infolge der Sequestration selbst Anspruch erhob. Am 7. März 1947 bat Methfessel den stellvertretenden Minister Brundert den Sperrvermerk zeitweilig aufzuheben, damit die Contigas das Gaswerk von der AGAG gegen 700.000 Reichsmark erwerben konnte. Anschließend sollte das Werk von der Contigas an die westdeutsche Deutsche Continental-Gas-Gesellschaft mbH (DCGG mbH) übertragen werden, die im Gegenzug nun alle Pensionsansprüche übernehmen würde. Unter der Bedingung des vollständigen Übergangs des Buchwertes in den Pensionsfonds stimmten Minister Dieker und sein Stellvertreter Brundert zu. Brundert vertrat in der Enteignungspolitik eine gemäßigte Linie und ließ sich davon überzeugen, dass dem gesamtdeutschen Contigas-Konzern durch diese Transaktion kein Vermögensschaden entstünde. Er ging davon aus, dass sich nur die interne Struktur des Konzerns änderte.

### Transaktion der Contigas-Beteiligungen

Entwertete Aktie der Voigt & Haeffner AG

Ebenfalls am 7. März 1947 wurde der Bescheid über die bereits am 30. September 1946 beschlossene Enteignung zugestellt, der mit 25. Februar 1947 datiert war. Mit Hilfe des Westberliner Rechtsanwalts Wilhelm Könemann legte Justiziar Paul Heil Widerspruch ein. Auf Anraten von Könemann zogen sie den ehemaligen Landgerichtsrat Ernst Simon, ein Richter mit NS-Belastung als juristischen Berater hinzu. Als erste Maßnahme zur Vermögensrettung erklärte der Vorstand die in der Landesbank in Dessau deponierten eigenen und für Dritte verwaltete Aktien der Voigt & Haeffner AG für ungültig, beauftragte die westdeutsche DCGG mbH mit dem Neudruck der Wertpapiere und transferierte damit formal dieses Aktienvermögen nach Westdeutschland.
Am 27. April 1947 hob Brundert, wie besprochen, den Sperrvermerk der AGAG im Handelsregister auf und der Aufsichtsrat der Contigas unter dem Vorsitz von Leopold Kaatz konnte das Gaswerk Lemgo am 17. Juni 1947 plangemäß an die westdeutsche DCGG mbH übertragen. Methfessel und Müller traten als „delegierte“ Mitglieder in die Geschäftsführung der DCGG mbH ein.
Im Oktober 1947 nahm Methfessel an der Hauptversammlung der Charlottenburger Wasserwerke AG teil, an der die Contigas Anteile im Wert von einer Million Reichsmark hielt. Der Berliner Magistrat wollte das im britischen Sektor liegende Wasserwerk kommunalisieren. Methfessel beschloss den Verkauf der Anteile, wobei der Erlös auf ein Westberliner Konto der DCGG mbh überwiesen werden sollte. Dies geschah im Februar 1948.
Am 11. Februar 1948 fand in West-Berlin ein Treffen zwischen Methfessel, Scharf und Hermann Müller einerseits sowie Könemann, Darge, Glatzel und einem weiteren Manager der DCGG mbH, Joachim Kessler, andererseits statt, um dem über die weiteren Beteiligungen der Contigas an westdeutschen Firmen zu befinden. In einem Schließfach der Landesbank in Dessau lagen neben den konzernintern für ungültig erklärten Aktien der Voigt & Haeffner AG auch Anteilsscheine der Hamburger Elektro-Großhandels GmbH (ELG) im Wert von 12,9 Millionen Reichsmark und 9956 Kuxe der Gewerkschaft Westfalen im Bilanzwert von 13,1 Millionen Reichsmark. Man beschloss auch diese Anteile zur DCGG mbH zu übertragen.
Auch Leo Herwegen war als Aufsichtsratsvorsitzender mit diesen Maßnahmen einverstanden. Später sagte er:  Ich war immer der Meinung, dass nur das DCGG-Eigentum auf ostzonalem Boden enteignet worden ist. Deshalb konnte ich nichts Strafbares darin sehen, dass Aktien früherer westdeutscher Filialbetriebe nach der Liquidierung des Konzerns zurückgegeben wurden. Er rechtfertigte sich mit den Worten:  Ich hatte tatsächlich den Eindruck und die Überzeugung, man will wohl jetzt klare Bahnen schaffen; was in unserem Lande liegt, soll unser sein, was an Betrieben dort liegt, soll denen sein. Diese Auffassung hatte ich.

### Enteignung und Sequestration der Contigas

Der Löschungsbeschluss der Contigas im Handelsregister vom 26. November 1948

Am 29. April 1948 verwarf die Provinzialregierung den Einspruch der Contigas gegen die Enteignung. Die Firma hörte damit formal auf zu existieren. Ein folgenschweres Versäumnis Willi Brunderts sorgte dafür, dass die Contigas nicht, wie mit dem Enteignungsbescheid vorgesehen, aus dem Handelsregister gelöscht wurde.
Methfessel, Müller, Heil und Ernst Simon nutzten die Verzögerung. Sie gelangten dank Simons alten Beziehungen bei Gericht im Mai 1948 an die Handelsregisterauszüge der Contigas, holten so legitimiert die Aktien, Anteilsscheine und Kuxe aus dem Schließfach in der Landesbank und deponierten sie in Heils privatem Tresor. Die Auszüge und durch Heil notariell beglaubigten Hinterlegungsscheine für die Wertpapiere wurden per Kurier in den Westen gebracht. Mit diesen Dokumenten wurde die Rechtsnachfolge der DCGG mbH als Tochter der Contigas beim Hagener Registergericht belegt. Danach vernichtete Heil auftragsgemäß die Anteilsscheine und Kuxe am 26. Mai 1948 und übermittelte den notariell beglaubigten Vorgang an Könemann. Ein westdeutsches Rechtsgutachten, von Schafeljew eingeholt, sicherte die Transaktionen nach Rechtsauffassung der westlichen Besatzungszonen als legal ab.
Am 31. Mai 1948 forderte die Deutsche Wirtschaftskommission (DWK), Vorläufer der DDR-Regierung, Methfessel und Müller auf eine Bilanz zu erstellen, um den Übergang der Contigas in das „Volksvermögen“ durchführen zu können. Diese weigerten sich mit dem Hinweis, dass die Gesellschaft erloschen sei und ihnen das Wirtschaftsministerium jegliche Tätigkeit in Vertretung der Contigas untersagt hätte. Diese Absage wurde in der Kommission als Ohrfeige wahrgenommen, die eine scharfe Reaktion provozieren musste. Zunächst spitzte sich aber die Situation mit der Berlin-Blockade politisch zu, so dass Maßnahmen auf sich warten ließen. Im November 1948 holte Willi Brundert die bis dahin versäumte Löschung der Contigas aus dem Handelsregister nach, nachdem ihn ein Mitarbeiter darauf aufmerksam gemacht hatte.

### Vorgehen der SMAD und der DWK gegen die bürgerlichen Parteien
Im Jahr 1947 kam es zu einem Wechsel in der Politik der SMAD und der DWK. Man hielt die Zeit für gekommen  unsere Taktik gegenüber den bürgerlichen Parteien grundsätzlich zu ändern […]. Das erfordert auch ein neues Verhältnis gegenüber dem Block (Blockparteien) – ja, den Block selbst muß man als “ungültig” betrachten Dies schloss vor allen die Diskreditierung von hohen Beamten und Politikern der CDU, der LDP oder ehemalige SPD-Mitglieder ein, die durch die Zwangsvereinigung mit der KPD inzwischen zwar der SED angehörten, aber eine gemäßigte Linie vertraten.
Bereits im Dezember 1948 kam es daher zwischen der Deutschen Wirtschaftskommission (DWK) und Ministerialdirektor Willi Brundert zu Differenzen bezüglich der Menge der im Land benötigten Materialanforderungen für Reparationen und den Bedarf der volkseigenen Betriebe. Die DWK warf Brundert „Wirtschaftsvergehen“ vor und veranlasste seinen Ausschluss aus der SED. Er wehrte sich durch deutliche Bemerkungen in seinen Vorlesungen und erhielt auch viel öffentliche Unterstützung in Form von Protestbriefen der Belegschaften von den betroffenen volkseigenen Betrieben. Die Vorwürfe gegen Brundert und auch gegen seinen Ressortchef Dieker waren nur Teil einer ganzen Kette von Diffamierungen, die sich gegen die Leitung der nicht von der SED geführten Ministerien richteten. Es folgten Entlassungen und Verhaftungen von CDU-Funktionären unter meist fadenscheinigen Gründen.
Als ausführendes Organ der DWK diente die am 29. Mai 1948 gegründete Zentrale Kontrollkommission (ZKK). Die Leitung des ZKK hatte der SED-Funktionär Fritz Lange, Stellvertreter war Anton (Toni) Ruh. Die ZKK war zunächst nur als Kontrollorgan der Plandisziplin vorgesehen, entwickelte sich aber rasch zu einem Exekutivorgan der DWK. Sie durfte eigene Ermittlungen vornehmen und war der Polizei und der Justiz gegenüber weisungsbefugt. Das Selbstverständnis der ZKK fasste Lange mit einem Stalin-Zitat zusammen:  Eine gut organisierte Kontrolle der Durchführung ist jener Scheinwerfer, der uns hilft, den Stand des Apparates zu jeder beliebigen Zeit zu beleuchten und die Bürokraten und Klassenmenschen ans Licht zu ziehen.
Die ZKK wurde am 26. Oktober 1948 in Zentrale Kommission für Staatliche Kontrolle umbenannt. Das alte Kürzel ZKK sowie die Aufgaben blieben erhalten. Sie diente als selbständiges Organ der DWK (nach DDR Gründung als selbständiges Organ des Ministerrats der DDR) außerhalb der parlamentarischen Kontrolle. Auch wenn es der Name fälschlicherweise suggerierte, so war die ZKK faktisch kein Staats-, sondern ein Parteiorgan. Sie war durch die Bank mit SED Mitgliedern besetzt, die der Parteiführung nahestanden. Ihre Eingriffs- und Kontrollmacht leitete sich aus der Abstimmung mit der Parteizentrale ab, nicht aus Aufträgen staatlicher Organe.
Ende 1948 erhielt die ZKK den Auftrag die Transaktionen der Contigas zu untersuchen. Nach der Glauchau-Meeraner Textilschieberei war die Untersuchung der Contigas-Transaktionen der zweite Fall, in dem die ZKK tätig wurde.

### Aufdeckung, Verhaftungen, Verhöre und Anklage

Bericht der Zentralen Kommission für Staatliche Kontrolle (ZKK) unter Fritz Lange über die Vorgänge bei der DCGG vom 21. November 1949. (Druckvorlage für die Presse)

Die DWK wollte Besitzansprüche über jene 25 % Vermögenswerte der Contigas geltend machen, die sich in den westlichen Besatzungszonen befanden. Schnell stellte man dabei fest, dass durch diverse Transaktionen – wie der nicht unbemerkt gebliebene Verkauf der Anteile an der Charlottenburger Wasserwerke AG an den Westberliner Magistrat – einige dieser Ansprüche verloren gegangen waren und forcierte deshalb die Sicherung des verbleibenden Besitzes. Ende Januar 1949 durchsuchte daher eine Revisionsgruppe der DWK die Landesbank Dessau. Methfessel, der zufällig Zeuge der Durchsuchung wurde, erhielt auf Nachfrage von einem Bankangestellten die Information, dass dem Schließfach der Contigas besonderes Interesse galt, da dort Wertpapiere aus ihrem Besitz gesucht wurden. Unerkannt konnte Methfessel das Gebäude verlassen und setzte sich umgehend mit seiner Familie nach Westdeutschland ab. Am 2. Februar 1949 wurden Müller und Simon in der DCGG Zentrale aufgrund der fehlenden Wertpapiere wegen „Wirtschaftssabotage“ verhaftet.
Zuerst verdächtigte die ZKK nur die Treuhänder Methfessel und Müller, Vermögenswerte der Contigas in den Westen verschoben zu haben, und hielt Brundert, Dieker und dem Contigas-Aufsichtsratsmitglied Leo Herwegen Fahrlässigkeit vor. Ein Prozess gegen Müller und Methfessel wurde aber zunächst verworfen, da die ZKK im Frühjahr mit Ulbrichts Rückendeckung entschieden hatte, aus dem Vorgängen eine „politische Aktion“ zu machen.
Am 29. März 1949 teilte das Registergericht Hagen den ostdeutschen Behörden auf Anfrage des Amtsgerichts Dessau den Eintrag der DCGG GmbH mit, was die Vorwürfe gegen Müller und Simon verschärfte. Unter anderem warf die ZKK Müller vor, er hätte zum Schaden der DWK den Wert der Askania Werke AG von 12 Millionen auf 2 Millionen herunter gerechnet. Den nachvollziehbaren Einwand, dass aufgrund der enormen Kriegsschäden an den Produktionsstätten – zwei Drittel des Werks waren zerbombt – eine solche Wertberichtigung in der Bilanz notwendig war, ließ man nicht gelten und bezichtigte ihn der Unterschlagung dieses Betrages.

Faksimile der Anklageschrift

Eintrittsausweis zum Dessauer Schauprozess

Organisation der Massenkundgebungen während des Prozesses und Auswahl der Zuschauer, Seite 1

Organisation der Massenkundgebungen während des Prozesses und Auswahl der Zuschauer, Seite 2

Als Mittäter wurde Contigas-Vorstandsmitglied Leopold Kaatz auf der Flucht in Leipzig verhaftet. Auf der Suche nach weiteren Vorwürfen wurde ihm seine Treuhänderschaft und frühere Direktorentätigkeit bei der Dessauer Zuckerraffinerie zum Verhängnis, in der in der Zeit des Nationalsozialismus das Schädlingsbekämpfungsmittel Zyklon B hergestellt wurde. Daneben wurde ihm das Betreiben eines Zwangsarbeiterlagers und der Tod von Gefangenen dort vorgeworfen. Kaatz bestritt, vor Kriegsende Kenntnis von dem verbrecherischen Verwendungszweck des Giftgases bei der Ermordung von Menschen in den nationalsozialistischen Vernichtungslagern gehabt zu haben, und wälzte die Verantwortung für das Zwangsarbeiterlager und die dortigen Verbrechen auf die wachhabende SS ab. Der Hauptvorwurf bestand aber in der Zustimmung zu den Transaktionen der Contigas. Monate später wurden eine unsachgemäße Lagerung von Chemikalien als weiterer Vorwurf in die Liste aufgenommen.
Als weiterer Mittäter wurde Heinrich Scharf verhaftet, ebenfalls kommissarisch eingesetztes Vorstandsmitglied der DCGG. Der Bankdirektor berief sich darauf, nur auf Anweisung des Aufsichtsratsvorsitzenden und Ministers Leo Herwegen gehandelt zu haben, und kam nach seiner Aussage kurzzeitig wieder frei. Mit der Aussage von Heinrich Scharf war Leo Herwegen nicht unerwünscht in das Visier der Ermittler geraten. Als CDU-Minister war er sowieso im Blickpunkt der ZKK und man nahm die Conti-Affäre nur zu gern als Anlass, um gegen den als zu liberaldemokratisch geltenden Minister vorzugehen. ZKK-Chef Lange hatte seine Emissäre belehrt: Unsere Aufgabe hat einem politischen Charakter. Indem wir Herwegen die Konzernverbrechen nachweisen, ihn öffentlich des Verrats an den Interessen des Volkes überführen, schalten wir gleichzeitig dem Landesvorsitzenden der CDU in Sachsen-Anhalt aus. Und dann soll es uns nicht schwerfallen, die Querulanten in den anderen Parteien auch zur Räson bringen.
Von Walter Ulbricht ist überliefert: Herwegen ist der typische Vertreter der reaktionären Gruppierung innerhalb der CDU, die versucht, im Auftrag der westlichen Konzernherren das Rad der Geschichte zurückzudrehen.
Über Herwegen und dessen Aufsichtsratsposten in der mittlerweile aufgelösten PREVAG schloss sich der Kreis zu Willi Brundert. Dieser verblieb wie Herwegen bis zum 28. Oktober 1949 weiter im Amt, spürte aber, dass sich etwas über ihn zusammenbraute. Als er sich zur offenen Konfrontation entschloss und den die Untersuchung offiziell leitenden Generalstaatsanwalt Werner Fischl anrief, wurde er am nächsten Morgen verhaftet. Seine Anklage wurde um einen gravierenden Punkt erweitert. Er war als Kriegsgefangener in dem britischen Lager Camp 18 bei Haltwhistle (Northumberland) und in Wilton Park interniert gewesen und so in Kontakt gekommen zu britischen Militärangehörigen und deutschen Emigranten, die für den britischen Geheimdienst arbeiteten. Ihm wurde daraufhin fortgesetzte Spionage für die Briten vorgeworfen.
Auffallend an der Verhaftung Brunderts war, dass weder sein Vorgesetzter, Minister Dieker, noch der für die Kontrolle der Sequestration verantwortliche Finanzminister und spätere Ministerpräsident Werner Bruschke belangt wurden. Der ehemalige Schlosser Bruschke galt zwar nicht als sonderlich begabt, dafür aber als linientreues, aus der Arbeiterschaft stammendes SED-Mitglied. Er blieb während der Ermittlungen trotz verantwortlicher Position vollständig unbehelligt.
Auch zu Brundert wusste Ulbricht etwas zu sagen:  Wir wissen, dass die Feinde Agenten in unser Gebiet geschickt haben, die auf lange Sicht arbeiten. Zu diesen Leuten gehört auch Brundert, der von der englischen Wilton-Park-Schule kommt. Er wurde dort geschult in der Richtung der Rettung der kapitalistischen Herrschaft in Deutschland. Ich habe die Arbeiten Brunderts studiert. Brundert hat kapitalistische Theorien bei uns in der Praxis umsetzen wollen.
Zeitgleich mit Brundert wurden auch Herwegen, der beim Packen für seine Flucht war, und erneut Heinrich Scharf verhaftet. Bei Scharf fand man eine Zyankalikapsel, die öffentlichkeitswirksam als Eingeständnis seiner Schuld dargestellt wurde. In Herwegens Fluchtgepäck fand man sechs wertvolle alte Bibeln. Auch diesen Fund schlachteten die Machthaber umfangreich als Beweis für eine „reaktionäre Gesinnung“ propagandistisch aus.
Als letzter kamen am 3. November 1949 Paul Heil und Ernst Pauli in Haft. Alle Angeklagten wurden einzeln in das Polizeigefängnis von Gommern überstellt und in stark bewachte Einzelhaft genommen. Die folgenden Verhöre, meist von Lange persönlich durchgeführt, trafen je nach Betroffenen auf mehr oder weniger Widerstand. Während Brundert und Simon sich als erfahrene Juristen kaum einschüchtern ließen, unternahm Scharf in seiner Zelle einen Selbstmordversuch und Herwegen ließ sich zu einem Eingeständnis eines Fehlverhalten überreden.
Die ZKK war per Befehl der DWK jeder juristischen Ermittlung vorgeschaltet und schickte der Generalstaatsanwaltschaft unter Generalstaatsanwalt Werner Fischl eine vorgefertigte Anklageschrift. Da Fischl keinen juristischen Anlass sah, gegen Herwegen, Dieker und Brundert vorzugehen und das Verfahren nicht eröffnen wollte, ersetzte die ZKK ihn mit Ernst Melsheimer. Nach Beendigung der Verhöre erhob der neue DDR Generalstaatsanwalt die Anklage. Sie stützte die Anklage auf den SMAD Befehl Nr. 160 vom 3. Dezember 1945 über die Verantwortung für Sabotage- und Diversionsakte. Den Angeklagten Leo Herwegen, Willi Brundert, Friedrich Methfessel, Herrmann Müller, Leopold Katz, Ernst Simon, Paul Heil, Ernst Pauli und Heinrich Scharf warf sie der Anklageschrift vor  in der Zeit seit Dezember 1945, fortgesetzt als Täter handelnd, in Sabotageabsicht die wirtschaftlichen Maßnahmen der deutschen Selbstverwaltungsorgane durchkreuzt zu haben, wodurch dem wirtschaftlichen Wiederaufbau Deutschlands und dem Vermögen des deutschen Volkes schwerster Schaden entstanden ist.

### Propagandistische Presseberichterstattung
Die Presse meldete am 23. November 1949 pflichtgemäß in großen Schlagzeilen die Verhaftung der „Wirtschaftsverbrecher“, die einen angeblichen Schaden von 100 Millionen Reichsmark verursacht haben sollen. Fast alle Tageszeitungen der DDR stellten die Meldung mehrspaltig als Aufmacher auf ihre Titelseite. Die Reporter bekamen die Möglichkeit, die Inhaftierten in ihren Zellen zu fotografieren. Die Presse, allen voran die SED-Parteizeitung Neues Deutschland, ließ keinen Zweifel an deren Schuld aufkommen. Das Neue Deutschland druckte den vollständigen amtlichen Bericht der ZKK ab.
Die Neue Berliner Illustrierte veröffentlichte einen propagandistisch gefärbten Bericht unter dem Titel  Die Ratten in der Falle  mit ausgesuchtem Fotomaterial. Unter jedem Portraitfoto eines Beschuldigten wurde der jeweilige Vorwurf angerissen:
- Leo Herwegen:  Inspirator: Den ehemaligen Minister Dr. L. Herwegen, der sich für seine Mithilfe bezahlen ließ, nahm die Volkspolizei während seiner Flucht nach dem Westen im letzten Augenblick fest.
- Paul Heil:  Rechtsfälscher: Notar Dr. Heil, dessen Unschuldsbeteuerungen u. a. das unten angegebenen Dokument widerlegt, gab den meisten Transaktionen einen Schein der ‚Gesetzlichkeit‘
- Willi Brundert:  Spionage-Agent: Dr. Brundert, einst Dozent an einer britischen Agentenschule, ein Mann „mit Beziehungen“, sabotierte durch geflissentliche Verwirrung der Vermögenslage.
- Heinrich Scharf:  Vermögens-Schieber: Bankdirektor Heinrich Scharf, dessen Handverletzung auf Selbstmordversuch hindeutet, nahm an dem gesetzwidrigen Aufsichtsratssitzungen der DCGG teil.
- Leopold Kaatz:  Hauptschuldiger: ‚Treuhänder‘ der DCGG, vormals Generaldirektor und Rittergutbesitzer Dr. Leopold Kaatz, organisierte den 100-Millionen-Diebstahl, spielt aber den Ahnungslosen.
- Ernst Simon:  Mithelfer: Der sich vor dem Untersuchungsrichter verschlagen verteidigende Syndikus Ernst Simon, leitete Geschäftsunterlagen an einem westberliner Konzernvertrauensmann.
- Ernst Pauli:  Handlanger: Der Wirtschaftsbeauftragte Pauli unterstützte die Vermögens-Unterschlagung durch Ausstellung einer falschen Bescheinigung.
- Hermann Müller:  Organisator: Dipl.-Ing. Müller, Treuhänder des DCGG-Vermögens, brach das in ihn gesetzte Vertrauen und ermöglichte die Betrügereien.[45]

Dazu präsentierte die NBI interne Korrespondenz der Contigas, ein Bild von Herwegens Fluchtgepäck mit den sechs Bibeln und ein Bild von einem Bein mit einer versteckten Zyankalikapsel in der Socke. Fotos zeigten die Angeklagten zudem in entwürdigender Weise in ihren Zellen oder im Gefängnishof.

### Rechtsauffassung in der Bundesrepublik Deutschland
Die Anklagen und die Vorbereitungen zu dem Prozess blieben in Westdeutschland nicht verborgen. Auf Antrag von Johannes Darge befasste sich das Oberlandesgericht Nürnberg in einem Beschluss vom 19. September 1949 mit der Rechtslage. Es urteilte:
 Eine entschädigungslose Enteignung in der Ostzone kann in der Westzone nicht anerkannt werden, weil sie die Grundlage des staatlichen und wirtschaftlichen Lebens in den Westzonen angreift. Der enteignete Eigentümer kann deshalb Vermögenswerte, die nach der Enteignung in die Westzonen gelangen, für sich als Eigentum in Anspruch nehmen. Dass Hoheitsakte eines Staates grundsätzlich nur innerhalb des Machtbereichs dieses Staates wirken, ist nach internationalem Recht anerkannt. Auf Grund einer längeren internationalen Praxis wird daher allgemein angenommen, dass die Enteignung keinen Vermögensgegenstand erfassen kann, der außerhalb des Enteignungsstaates gelegen ist.

## Der Schauprozess

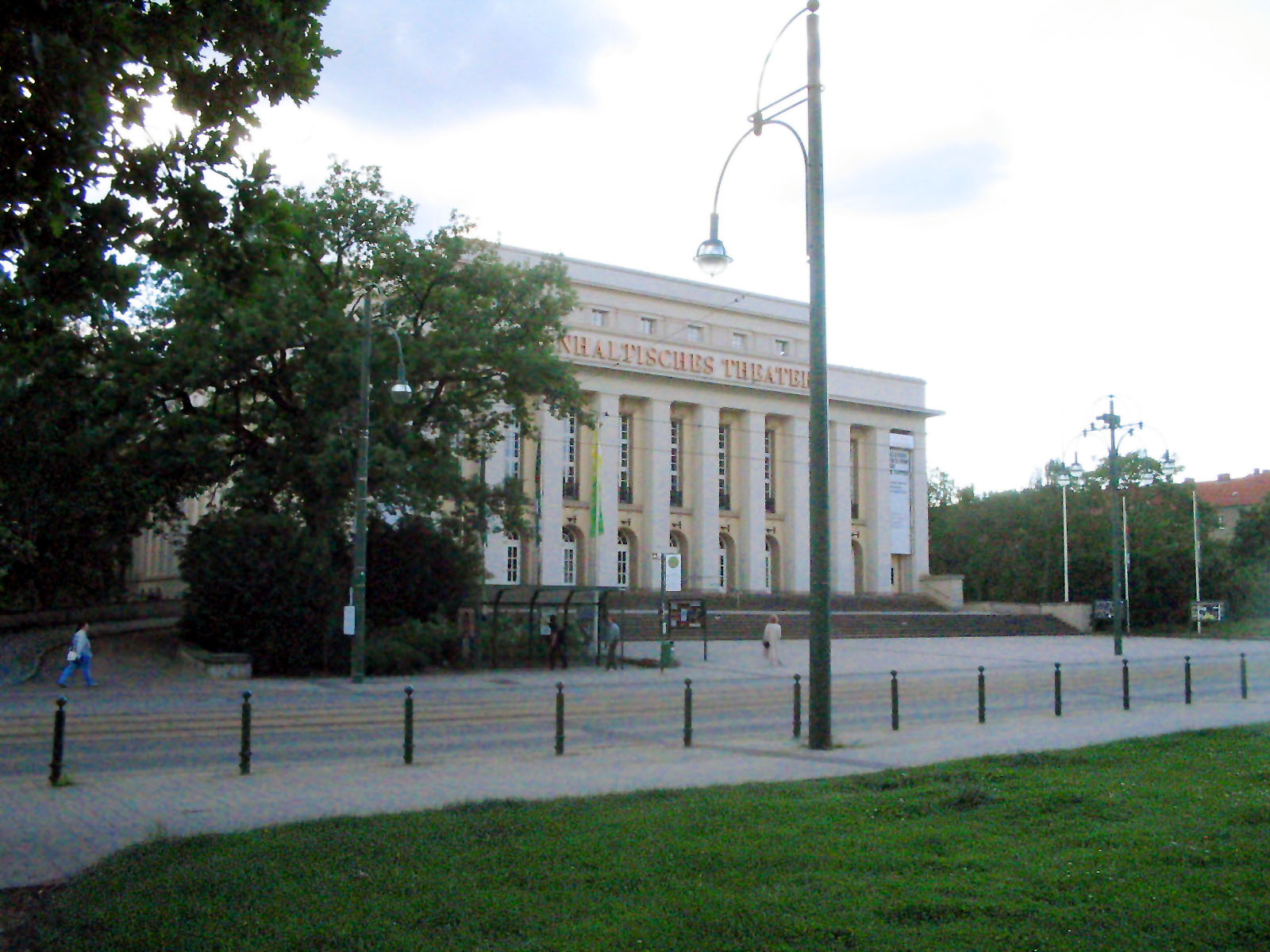
Das Dessauer Theater, Gerichtssaal im Dessauer Schauprozess – heute das Anhaltische Theater

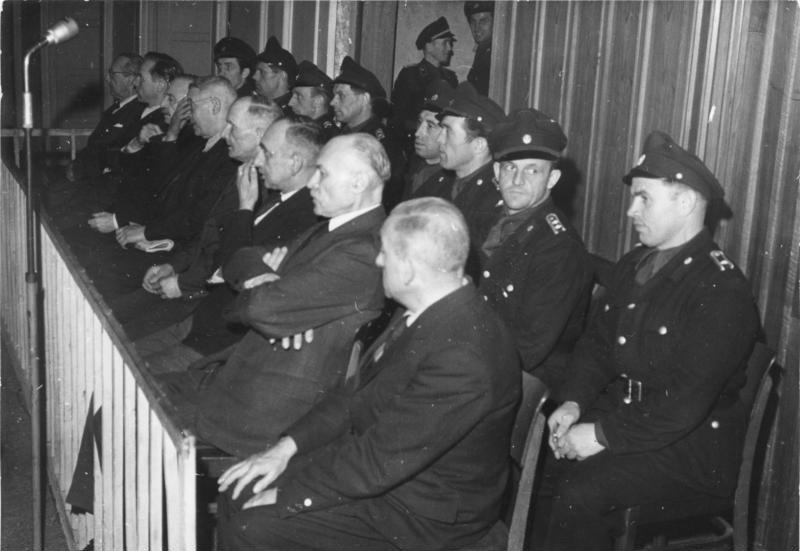
Die Angeklagten von links nach rechts: Leo Herwegen, Willi Brundert, Hermann Müller, Leopold Kaatz, Ernst Simon, Paul Heil, Ernst Pauli, Heinrich Scharf

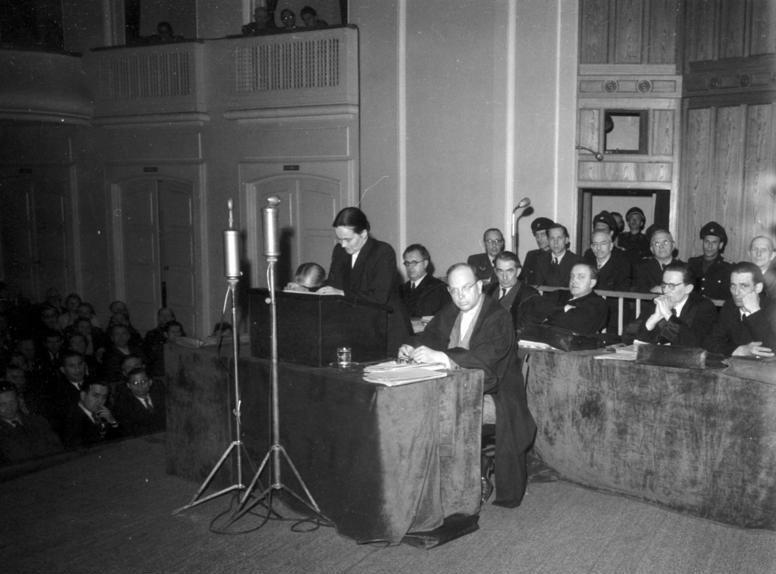
Prozessauftakt im Landestheater Dessau

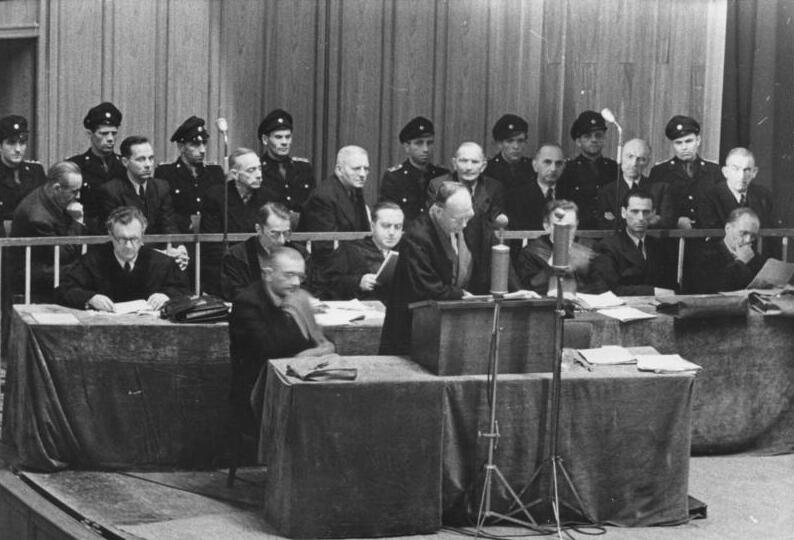
Plädoyer eines Verteidigers, hinten die Angeklagten

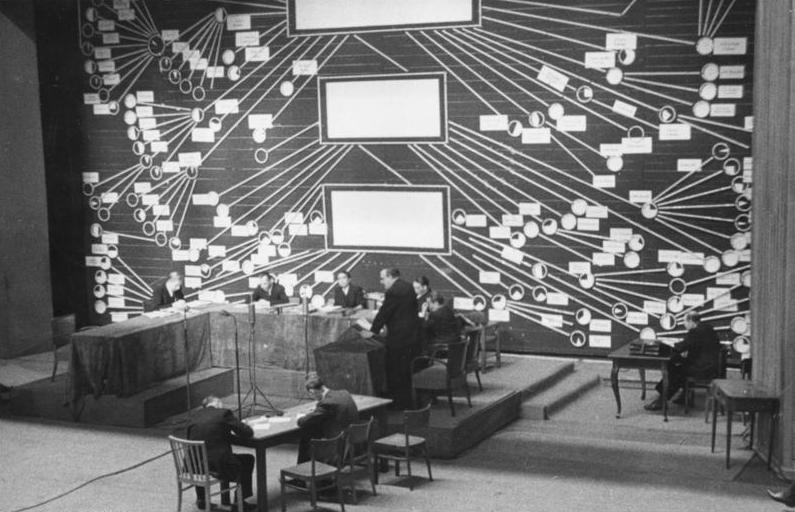
Schlussplädoyer Ernst Melsheimers; sitzend in der Bildmitte die Vorsitzende Hilde Benjamin

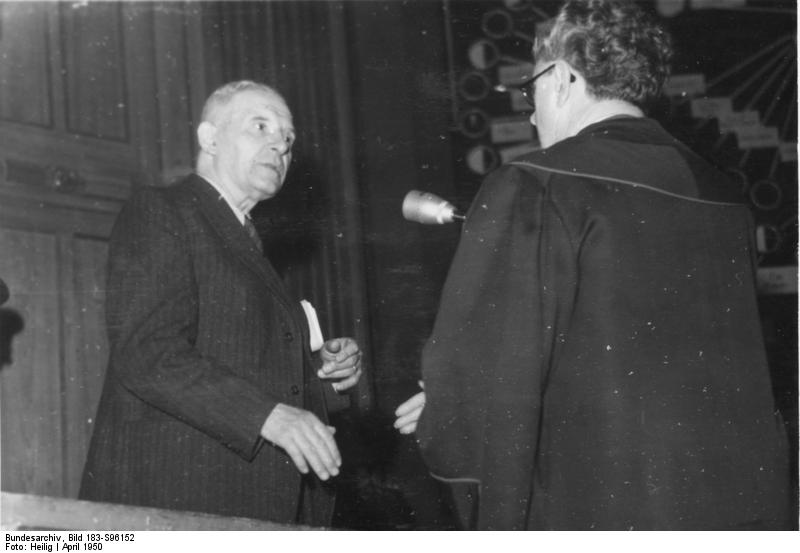
Ernst Simon mit seinem Verteidiger

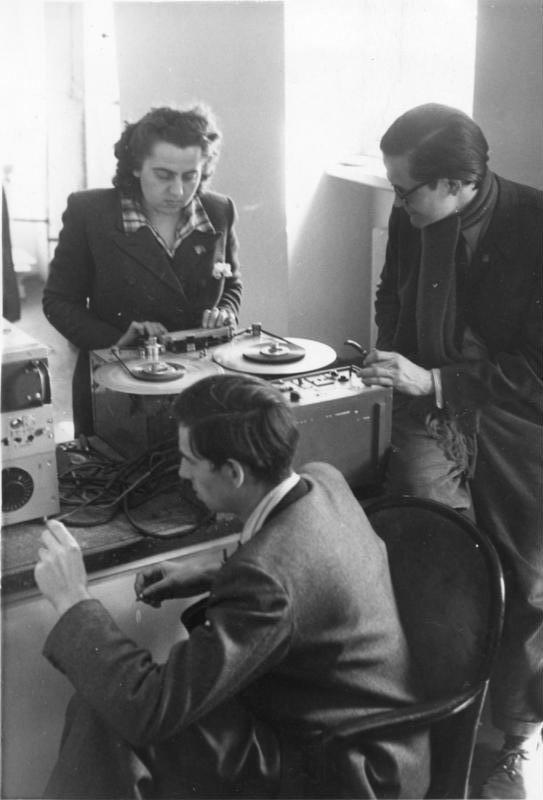
Karl-Eduard von Schnitzler (rechts) als Kommentator

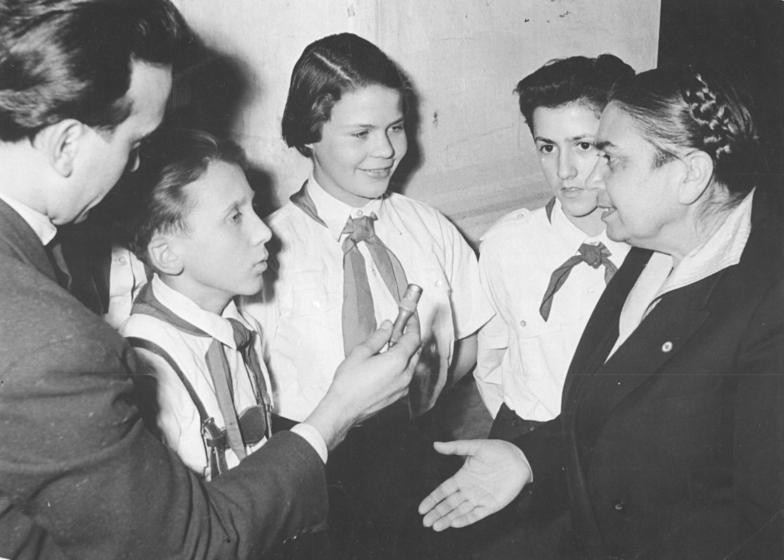
Hilde Benjamin (rechts) bei einer Jugendweihe (1958)

### Vorbereitungen
Unbeeindruckt von der westdeutschen Rechtsauffassung beschloss die SED auf höchster Ebene, den Prozess im Dessauer Theater vor ausgesuchtem Publikum stattfinden zu lassen. Ein Organisationsbüro  Herwegen-Brundert-Prozess, bestehend aus Mitarbeitern der Zentralen Kommission für staatliche Kontrolle, hohen Beamten des Ministeriums für Staatssicherheit, der Justiz, der Polizeibehörde und des Amtes für Information des Ministerrats, organisierte den Prozess, druckte Eintrittsausweise, die nur für einen Prozesstag gültig waren und verteilte sie an verdiente Politgrößen. Pro Verhandlungstag fanden so 1200 Zuschauer im Theater Platz. Die Verwaltungen der Landkreise wurden angewiesen, den Fortgang der Verhandlung mit den Belegschaften der Volkseigenen Betriebe „auszuwerten“.
Der ehemalige Contigas-Vorstandsvorsitzende Methfessel, der sich nach Kassel abgesetzt hatte, wurde per Anzeige in allen größeren ostdeutschen Zeitungen aufgefordert, zum Prozess zu erscheinen und sich als Angeklagter dem Verfahren zu stellen. Diese öffentliche Ladung blieb ohne Erfolg. Sie setzte den verunsicherten Methfessel aber unter großen psychischen Druck, da er befürchtete gewaltsam in den Osten verschleppt oder ausgeliefert zu werden.

### Der Prozess
Am 22. April 1950 wurden die Angeklagten in das Dessauer Polizeigefängnis verlegt. 48 Stunden später, am 24. April 1950, begann vor dem 1. Strafsenat des Obersten Gerichtes der Deutschen Demokratischen Republik der Prozess unter dem Vorsitz der Vizepräsidentin des Obersten Gerichtes der DDR, Hilde Benjamin. Die Anklage vertraten Generalstaatsanwalt Melsheimer und sein Assistent Staatsanwalt Cohn. Die Beisitzer waren Rothschild und Richter Trapp. Alle Angeklagten, auch der abwesende Friedrich Methfessel, wurden anwaltschaftlich vertreten. In den Aufenthaltsräumen der Anwälte waren Abhöreinrichtungen eingebaut.
Das Politbüro hatte die politische Botschaft, die der Prozess transportieren sollte, festgelegt:  Der Prozeß ist so zu führen, dass die Rolle des Monopolkapitals, seine Zersetzungsarbeit mit Hilfe käuflicher Agenten und deren verbrecherische Tätigkeit in der Deutschen Demokratischen Republik deutlich zu Tage tritt.
Die „Choreografie“ des Schauprozesses übernahm Lange als Leiter der ZKK und des Organisationsbüros  Herwegen-Brundert-Prozess. Seine „Regieanweisungen“ an die Staatsanwaltschaft und die Richter gab er mittels Zettelpost aus der Intendantenloge heraus. Vor den Toren des Dessauer Theaters skandierten Abordnungen des FDGB und der Freien Deutschen Jugend (FDJ) einstudierte Parolen.
Der Prozess wurde von Kameras der DEFA-Wochenschau gefilmt. Karl-Eduard von Schnitzler berichtete allabendlich im Berliner Rundfunk in Sondersendungen vom Prozessverlauf.
Die Anklage zog den 1945 geschriebenen Brief von Methfessel an Schalfejew, der mittlerweile Staatssekretär im Bonner Wirtschaftsministerium war, als Beweismittel für eine lang geplante Verschwörung heran, obwohl die Treuhänderschaft von Brundert, Herweg, Kaatz und Scharf über die Contigas erst im Jahr darauf einsetzte.
Melsheimers dreistündige Anklagerede endete mit den Worten:

„Die Angeschuldigten haben ungeheure Verbrechen gegen unsere Demokratie, gegen unseren wirtschaftlichen Aufbau und dadurch gegen den Frieden des deutschen Volkes und der Welt begangen und schwerste Schuld auf sich geladen. […] Während seit Jahren die Massen unseres werktätigen Volkes Tag für Tag in zäher und erfolgreicher Arbeit am Wiederaufbau unseres Vaterlands und an der Wiedergeburt unseres Staates auf friedliche und demokratische Grundlage unermüdlich schaffen, sind ihnen diese Angeschuldigten in verräterischer und heimtückischer Weise in den Rücken gefallen. […] Die Angeschuldigten […], die im Solde einer zwar kleinen, doch einflussreichen Clique von deutschen imperialistischen Kriegshetzern und ihrer angloamerikanischen Hintermänner stehen, müssen für ihre schändlichen Verbrechen die ganze Härte unserer demokratischen Gesetzlichkeit spüren. Sie müssen schwerstens bestraft werden.“

Zu jedem Prozesstag wurden die Angeklagten, obwohl alle bis auf Brundert schon über fünfzig Jahre alt waren, in Handschellen vorgeführt. Die Vernehmung begann mit Leo Herwegen. Der Hauptvorwurf war die Unterstützung von Konzerninteressen entgegen seinen ministerialen Pflichten. Herwegen, durch die Verhöre gebrochen, räumte auch vor dem Gericht Versäumnisse ein.
Willi Brunderts Anklage basierte hauptsächlich auf den Vorwürfen einer britischen Agententätigkeit und der versäumten Löschung der Contigas aus dem Handelsregister, was ihm die Staatsanwaltschaft als aktives Handeln zugunsten der Unterschlagung vorhielt.
Hermann Müller wurde die Hauptschuld an den Wertpapiertransaktionen vorgeworfen. Seine Verteidigung wirkte unbeholfen.
Am dritten Verhandlungstag wurde Leopold Kaatz vernommen. Die Hauptvorwürfe basierten auf den Ereignissen in der Dessauer Zuckerraffinerie während der Zeit des Nationalsozialismus. Am Rande stand der Vorwurf, die Abspaltung der DCGG mbH nicht verhindert zu haben.
Ernst Simon wurde vorgehalten, sich die Handelsregisterauszüge der Contigas aufgrund von alten Kontakten widerrechtlich angeeignet zu haben, um so der DCGG mbH ihre Gründung zu ermöglichen.
Ernst Pauli sollte laut Anklage die Sequestration der Contigas im August 1946 verzögert haben. Auch der Einwand, der formale Enteignungsentscheid erging ja erst ein halbes Jahr später am 25. Februar 1947, konnte das Gericht nicht überzeugen. Die Verweigerung des Sequesters aufgrund fehlenden Rechtsentscheids legte ihm das Gericht als bösartig aus. Um seine Perfidität zu beweisen, hielt das Gericht ihm private Einkäufe als Fliegeroffizier während des Zweiten Weltkriegs vor. Er soll diese für ihn vorteilhaften Käufe im besetzten Frankreich und in Spanien unter Francisco Franco getätigt haben – es handelte sich unter anderem um einen Pelzmantel, ein Radio und Lebensmittel. Theatralisch entschuldigte sich Benjamin beim französischen Volk für das erlittene „Unrecht“.
Am vierten Verhandlungstag wurde gegen die Angeklagten Paul Heil und Heinrich Scharf verhandelt. Scharf war wie in den Verhören geständig und musste sich von Benjamin verspotten lassen, die auch seinen Suizidversuch thematisierte. Scharf spielte mit seinem über die Maße devoten Verhalten eine Rolle, die auch häufig in den stalinistischen Schauprozessen der Sowjetunion in den dreißiger Jahres des 20. Jahrhunderts vorgesehen war. Das vollumfängliche Eingeständnis der Schuld einer Randfigur aus dem Angeklagtenkreis sollte die Hauptangeklagten umso mehr belasten. Im Gegenzug erfuhr dieser „Kronzeuge“ bei der Strafzumessung einen Vorteil. So auch hier bei Heinrich Scharf, der dem extremen Druck am wenigsten gewachsen war. Er dankte in seinem Schlusswort den Behörden für seine gute Behandlung.
Zuletzt wurde als Gutachter der Industrieminister Fritz Selbmann gehört. Er bescheinigten allen Beteiligten in krimineller Weise gegen die Befehle Nr. 124 und 154 der SMAD verstoßen zu haben und taxierte den dadurch verursachten Vermögensschaden auf 98 Millionen Reichsmark. Diese Summe berechnete er aus der Differenz des Buchwerts der Contigas vom 1. Juli 1945 und des Wertes nach Übergang in das „Volkseigentum“. Diese Rechnung berücksichtigte weder Kriegsschäden noch Verluste durch Reparationen noch die Abwertungsquote der Währungsreform, die den Angeklagten mit angelastet wurde. Ebenfalls war der Wert des westdeutschen Konzernbesitzes enthalten, dessen Enteignung ja gar nicht möglich war. Die Presse blähte den ohnehin überhöhten Schaden als propagandistischer Blickfang auf die Summe von runden 100 Millionen Reichsmark auf.
Der fünfte und sechste Verhandlungstag stand im Zeichen der Plädoyers, vor allen dem des sich ereifernden Generalstaatsanwalts Melsheimer. Er wendete Verbalinjurien wie  (Herwegen) ist der typische Verbrecher,  (Brundert) ist ein arroganter Karrierist, ein typischer Agent,  Pauli ist das übelstes Subjekt, dass mir jemals in die Hände gekommen ist.  bei allen Angeklagten an.
Die Plädoyers der Verteidiger fielen nach Meinung der Prozessbeobachter nicht durch starkes Engagement auf und waren zum Teil bereits nach wenigen Minuten beendet.

### Das Urteil
Am Sonnabend, dem 29. April 1950 erging das Urteil. „Im Namen des Volkes“ wurden die Angeklagten wegen Verbrechen gegen den Befehl Nr. 160 der SMAD vom 3. Dezember 1945 verurteilt. Die Todesstrafe wurde zur Überraschung der Prozessbeobachter nicht ausgesprochen, da sie nach Ansicht des Gerichts den vermeintlichen „Hintermännern“ aus den Westzonen, unter anderem USA-Sonderbotschafter Averell Harriman, Beauftragter für den Marshallplan, und den unter Ludwig Erhard zum Staatssekretär ernannten Eduard Schalfejew, vorbehalten sein sollte.
Leo Herwegen, Willi Brundert und Friedrich Methfessel wurden zu fünfzehn Jahren Zuchthaus verurteilt, Hermann Müller und Leopold Kaatz zu zwölf Jahren, Paul Heil zu acht Jahren, Ernst Pauli zu sieben Jahren und Ernst Simon zu vier Jahren. Heinrich Scharf, der im Prozess die Rolle des reuigen Sünders übernommen hatte, kam mit zwei Jahren Zuchthaus davon. Ihm wurde als einzigem die seit dem 28. Oktober erlittene Untersuchungshaft in vollem Umfang auf die erkannte Strafe angerechnet.

## Folgen des Prozesses

### Mediale Nachbereitung
Während die Verurteilten in ihre Haftanstalten gebracht wurden, bejubelte die ostdeutsche Presse die Verurteilung der „Wirtschaftsverbrecher“. Die nichtkommunistische westliche Presse empfand den Prozess als eine stalinistische Inszenierung.
Das für die Lenkung von Presse und Rundfunk der DDR zuständige Amt für Informationen beim Ministerpräsidenten der DDR, gab kurz nach dem Prozess für die „politische Weiterbildung“ eine Broschüre mit dem Titel  Entlarvt – die Geschichte eines aufgedeckten Riesenbetrugs  heraus, das als Groschenheft an den Kiosken verkauft wurde.

### Politische Folgen
Der Dessauer Schauprozess festigte die zentrale Machtstellung der ZKK. Der durch die SED erteilte Improvisationsfreiraum nutzte die ZKK zum Ausbau von weitreichenden Kompetenzen. Dazu gehörten Festnahmen, Folterverhöre, Nötigung von Richtern, Verfälschungen von Anklageschriften und die Besetzung von linientreuen Richtern bei Prozessen. Als „schnelle Eingreiftruppe“ der SED und – nach der Gründung der DDR – des Politbüros, entwickelte sie sich zum wichtigen Instrument der politischen Disziplinierung und der Machtsicherung.
Die SED nutzte den Prozess, um von eigenen Fehlern in der Wirtschaftspolitik abzulenken. Schwierigkeiten konnten der Öffentlichkeit so als Folge äußerer Angriffe erklärt werden. Daneben diente er der Disziplinierung und Erziehung der Blockparteien und der kritischen Ansichten innerhalb der SED. Mit dem Dessauer Schauprozess ging die SED auf breiter Front gegen Politiker und Funktionsträger der CDU, der LDP und vor allen gegen die ehemaligen SPD-Mitglieder in den eigenen Reihen vor und brachte sie auf die gewollte politische Linie. Ausgeblieben war aber die erhoffte Anerkennung bei den „werktätigen Massen“, die sich nicht im gewünschten Maße auf die propagandistische Inszenierung einließ.
Der Dessauer Schauprozess war daher nicht der Letzte seiner Art, viele ähnliche Verfahren gingen im „Schauprozessjahr“ 1950 über die Bühne. Melsheimer nahm es in seinem Plädoyer im Dessauer Schauprozess vorneweg:  Es wird nicht der letzte Prozeß dieser Art sein.

### Schicksal der Beteiligten
Willi Brundert wurde nach neun Jahren am 19. März 1959 als Letzter aus der Haft entlassen und siedelte nach Westdeutschland um, wo er eine neue politische Karriere begann. Nach seiner Tätigkeit als hessischer Staatssekretär wurde er 1964 zum Oberbürgermeister von Frankfurt am Main gewählt. Er starb am 7. Mai 1970, nicht ohne zuvor ein Buch über seine Erfahrungen geschrieben zu haben. Er trug den Titel:  Es begann im Theater: Volksjustiz hinter dem eisernen Vorhang  und schilderte seine Sicht der Ereignisse.
Leo Herwegen wurde 1958 entlassen. Auch er siedelte nach Westdeutschland über und starb 1972. Friedrich Methfessel, der in Kassel mit Sorge ausgeliefert zu werden den Prozess verfolgte, gelang es nur mühsam im Westen Fuß zu fassen. Er arbeitete als Vertriebsleiter in Kassel und verstarb am 1. November 1967 in Holzminden. Er verfasste 1950 einen detaillierten Lebenslauf und schilderte darin seine Sicht der Vorgänge. Ernst Pauli verstarb am 2. März 1965 in Dessau. Über das Schicksal der anderen Angeklagten ist wenig bekannt.
Hilde Benjamin war von 1949 bis 1967 Abgeordnete der Volkskammer, 1954 bis 1989 Mitglied des Zentralkomitees der SED und stieg bis zur Justizministerin der DDR auf. Sie starb am 18. April 1989 in Berlin. Melsheimer blieb bis zu seinem Tode im Jahre 1960 Generalstaatsanwalt und Chefankläger der DDR.
Der ZKK-Leiter Fritz Lange stieg in das Zentralkomitee der SED auf und wirkte 1953 an dem Sturz der sogenannten „Berija-Bande“ (u. a. Rudolf Herrnstadt und Wilhelm Zaisser) mit. Von 1954 bis 1958 war er Minister für Volksbildung der DDR. Sein Stellvertreter Toni Ruh wurde Chef des Amtes für Zoll und Kontrolle des Warenverkehrs der DDR (AZKW) und übte diese Funktion von 1950 bis 1962 aus.

## Aufhebung des Urteils nach Ende der DDR
Auf Betreiben der Nachfahren von Friedrich Methfessel und Ernst Pauli wurde das Landgericht Berlin in einer Kassationssache angerufen. Das Gericht hob am 9. September 1992 das Urteil vom 29. April 1950 auf und sprach alle damals Angeklagten von den Vorwürfen frei.
In der Urteilsbegründung heißt es:

„[…] Darüber hinaus zeigt der Gesamturteilsinhalt, daß es dem Gericht allein darum ging, die Enteignung von Wirtschaftsunternehmen auf dem Gebiet der DDR im allgemeinen sowie im speziellen ideologisch zu begründen und zu rechtfertigen. Es wurde nicht über strafbares Handeln geurteilt, sondern über eine bestimmte Weltanschauung. Hierfür spricht insbesondere Seite 42 f. des angegriffenen Urteils: ‚Was die Angeklagten getan haben, ist: Rütteln an den Grundpfeilern des Aufbaues der früheren sowjetischen Besatzungszone, unserer heutigen Deutschen Demokratischen Republik, und zugleich an den Grundpfeilern eines einheitlichen demokratischen Deutschlands überhaupt. Es ist darüber hinaus auch eine Bedrohung des Friedens in Europa und der Welt: Die Angeklagten haben mitgewirkt an der Rettung und dem Wiederaufbau von Konzerninteressen, das heißt von Kräften, die den Frieden der Welt aufs neue gefährden, weil sie, die deutschen Monopolisten, die bedeutungsvollsten Helfer für alle die Kräfte sind, die zu einem neuen Kriege treiben. Alle diese Erwägungen sind auch für die Strafzumessung von Bedeutung.‘ […] Hier wurde ein justizförmig ausgestaltetes Verfahren dazu mißbraucht, wirtschaftspolitische Entscheidungen in einem Schauprozeß (erweiterte Öffentlichkeit -1200 Zuschauer pro Tag; Hauptverhandlung im Landestheater Dessau) zu rechtfertigen. […]“

Eine weitergehende Rehabilitierung versagte das Gericht.